# Municipio de Cedar (condado de Floyd)
El municipio de Cedar (en inglés: Cedar Township) es un municipio ubicado en el condado de Floyd en el estado estadounidense de Iowa. En el año 2010 tenía una población de 295 habitantes y una densidad poblacional de 3,58 personas por km².

## Geografía
El municipio de Cedar se encuentra ubicado en las coordenadas 43°11′22″N 92°39′20″O / 43.18944, -92.65556. Según la Oficina del Censo de los Estados Unidos, el municipio tiene una superficie total de 82.43 km², de la cual 82,43 km² corresponden a tierra firme y (0 %) 0 km² es agua.

## Demografía
Según el censo de 2010, había 295 personas residiendo en el municipio de Cedar. La densidad de población era de 3,58 hab./km². De los 295 habitantes, el municipio de Cedar estaba compuesto por el 99,32 % blancos, el 0,34 % eran afroamericanos y el 0,34 % eran de una mezcla de razas. Del total de la población el 0 % eran hispanos o latinos de cualquier raza.